# Eugenio Morelli
Eugenio Morelli (Teglio, 8 marzo 1881 – Roma, 20 settembre 1960) è stato un medico e politico italiano.

## Biografia
Docente prima all'Università di Pavia e poi all'università di Roma, fu nominato direttore dell'Istituto Carlo Forlanini e segretario del sindacato dei medici, oltre che senatore dello Stato.
In medicina continuò l'opera di Carlo Forlanini, inventore dello pneumotorace artificiale e di cui fu allievo, approfondendo lo studio della pneumoterapia. Morelli creò una versione portatile del macchinario di Forlanini per lo pneumotorace artificiale, che ebbe grande diffusione durante il periodo della prima guerra mondiale.
Nel 1941 fondò il Museo anatomico Eugenio Morelli.

## Opere
- Eugenio Morelli, La cura delle ferite toraco-polmonari: pneumotorace artificiale, toracentesi, cura dell'empiema, Cappelli, 1918.